# 塞尼卡 (南达科他州)
塞尼卡（英語：Seneca），是美国南达科他州下属的一座城市。根据2010年美国人口普查，该市有人口37人。论人口在本州排行第288。